# Война миров (фильм Тимоти Хайнса)
«Война миров Герберта Уэллса» (англ. H.G. Wells' The War of the Worlds) — экранизация 2005 года режиссёра Тимоти Хайнса одноимённого романа Герберта Уэллса.

## Сюжет
В конце XIX века большой цилиндр падает на окраине британской деревни. Молодой писатель — один из тех, кто является свидетелем этого события. В цилиндре открывается отверстие и появляется марсианин; и вскоре марсиане атакуют людей которые собрались посмотреть на это явление. Писатель вместе со всем человечеством борется за выживание, чтобы остановить марсиан и крах общества, и победить в войне миров.

## В ролях
| Актёр            | Роль              |
| ---------------- | ----------------- |
| Энтони Пиана     | Писатель, Брат    |
| Сьюзен Гофорт    | Жена Писателя     |
| Джек Клэй        | Огилви            |
| Джеймс Лэтроп    | Артиллерист       |
| Джон Кауфманн    | Викарий           |
| Дарлин Селлерс   | Миссис Элфинстоун |
| Джеми Линн Сииз  | Мисс Элфинстоун   |
| У.Бернард Бауман | Эндерсон          |

## Съёмочная группа
- Сценарист — Тимоти Хайнс
- Композитор — Джэми Холл
- Продюсер — Барбара Бауман
- Оператор — Тимоти Хайнс
- Режиссёр — Тимоти Хайнс

## Факты
- Слоган фильма — «Мы не можем остановить их».
- Режиссёр Тимоти Хайнс задолго до Спилберга решил экранизировать роман «Война миров» (фильм Спилберга «Война миров» вышел в том же 2005 году). Переговоры с продюсером должны были состояться в полдень 11 сентября 2001 года в ресторане одной из Башен-близнецов Нью-Йорке. Но из-за пробок Хайнс опоздал на встречу, что спасло жизнь ему, но не его потенциальному компаньону. Режиссёр был потрясён происшедшим и заявил: «Фильм-катастрофа сегодняшней Америке не нужен».